# Арев (персонификация Солнца)
Арев (арм. Արև) — в армянской мифологии персонификация Солнца, проявление солярного культа у древних армян.
Арев чаще всего изображается в образе юноши, излучающего свет. Реже изображается в качестве колеса, также излучающего солнечный свет. В переносном значении Арев обозначает жизнь (арм. Կյանք).